# Schuhe (Reichskleinodien)

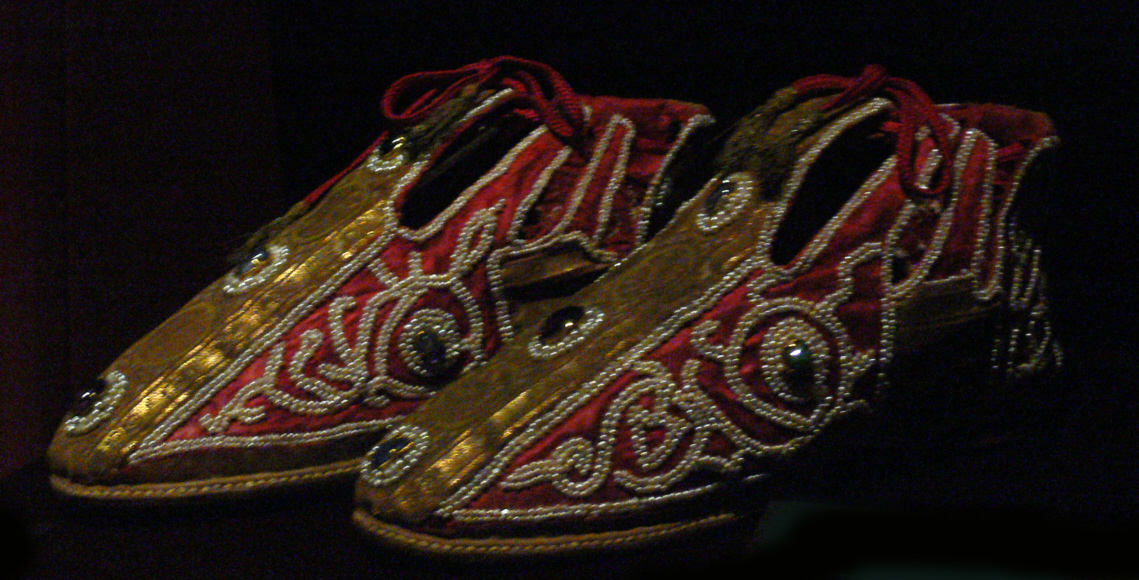
Schuhe des Krönungsornats der römisch-deutschen Kaiser, Wien, Weltliche Schatzkammer

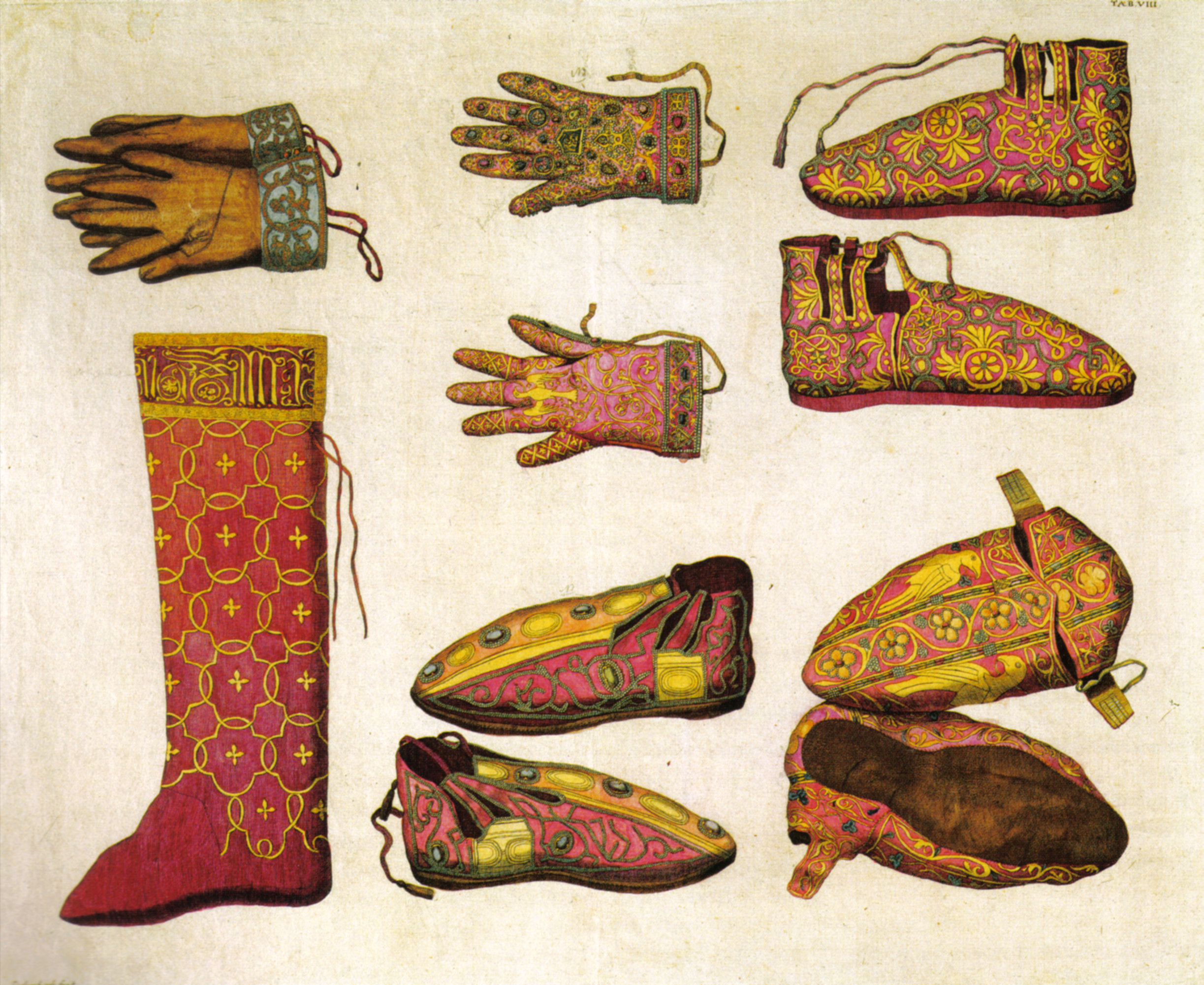
Die Schuhe (Mitte unten) auf einem Stich von Johann Adam Delsenbach von 1790

Die Schuhe sind ein Teil des Krönungsornates der römisch-deutschen Kaiser. Sie wurden in den königlichen Werkstätten auf Sizilien, den Nobiles Officinae in Palermo, in der zweiten Hälfte des 12. Jahrhunderts höchstwahrscheinlich für Wilhelm II. angefertigt, für den auch die Alba gefertigt wurde. Sie werden heute in der Weltlichen Schatzkammer der Wiener Hofburg, einer Außenstelle des Kunsthistorischen Museums, aufbewahrt.

## Aussehen
Die Schuhe bestehen aus leuchtend rotem Samit, auf dem eine breite gewebte mit Edelsteinen besetzte Goldborte von der Fußspitze über den Fußrücken bis zur mittleren Lasche verläuft. An der Ferse und an den Seiten sind kleinere Stücke der gleichen Borte angebracht. Am Rand der breiten Borte sind auf den Längsseiten schmale Randstreifen angebracht, auf denen stilisierte Lebensbäume mit Vögeln dargestellt werden.

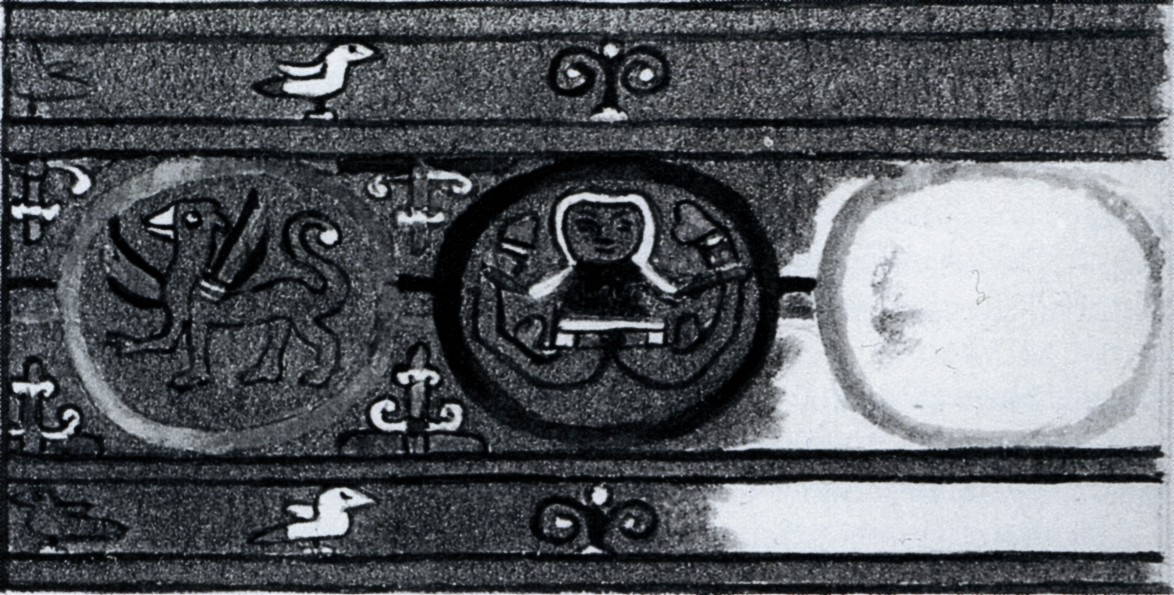
Ein Teil der Webborte der Schuhe (Zeichnung von Johann Adam Delsenbach)

Im breiten Mittelteil der Borte finden sich ovale Medaillons, die Greife und Sirenen zeigen (siehe nebenstehende Zeichnung). Die Borte und die Laschen sind mit doppelten Perlenreihen gerahmt. Die freien Stellen der Schuhe sind mit Motiven aus Reihen aus zwei oder Perlen und je einem Edelstein ausgefüllt. An den beiden Schuhen wurden insgesamt elf Edelsteine verarbeitet: fünf Saphire, vier Amethyste, ein Smaragd und amethystfarbener Glasstein.
Die Schuhe haben eine Höhe von 10,8 cm und eine Länge von knapp 26 cm. Die Sohle besteht aus Rindsleder.

## Geschichte
Vermutlich sind die Schuhe im 17. Jahrhundert stark umgearbeitet und ergänzt worden. So wurden zur Krönung von Kaiser Matthias 1612 bestickte Schuhe mit fünf Saphiren und vier Amethysten gesendet, zur Krönung von Ferdinand II. wurden jedoch Schuhe mit sechs Saphiren und fünf Amethysten überbracht. Diese Abweichungen sind vielleicht durch die Hinzufügung von verlorengegangen Steinen zu erklären, wobei einer der Saphire eventuell später durch den heute vorhandenen Smaragd und einer der Amethyste durch den gleichfarbigen Glasstein ersetzt wurde.